# آخرین گذرگاه
آخرین گذرگاه فیلمی به کارگردانی خسرو پرویزی و نویسندگی اکبر هاشمی محصول سال ۱۳۴۱ است.

## بازیگران
- گریگوری مارک
- فرانک میرقهاری
- منوچهر طایفه
- اکبر هاشمی
- امیر صاحب پناه
- سیمین
- سلمان ونوس
- احمد اخوان
- غلام قهاری
- مستوره
- نیسان یوحنا